# Bourbon-l'Archambault
Bourbon-l'Archambault là một xa có suối nước nóng và là một xã ở tỉnh Allier thuộc miền trung nước Pháp.